# Sabina Spielrein

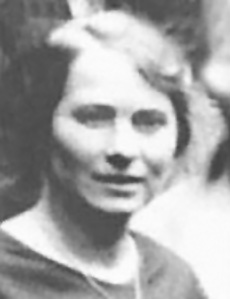
Foto van Sabina Spielrein
(2 januari 1918)

Sabina Naftoelovna Spielrein (Russisch: Сабина Нафтуловна Шпильрейн) (Rostov aan de Don, 7 november 1885 - aldaar, 12 augustus 1942) was een van de eerste vrouwelijke psychoanalytici. Als patiënt van Carl Gustav Jung vormde ze de aanleiding tot diens correspondentie met Sigmund Freud.

## Biografie
Sabina Spielrein werd geboren op 7 november 1885 in Rostov aan de Don, Rusland, in een rijke joodse familie. Haar vader, Naftoel Arkadjevitsj Spielrein, was entomoloog en zakenman. Haar moeder, Emilia Markovna Lujublinskaja, was tandarts.
Ze kreeg een strenge opvoeding en volgde basisonderwijs in Polen. Ze leerde heel wat talen: Russisch, Pools, Duits, Frans, Engels, Latijn, Grieks en Hebreeuws.
In 1904 trok ze naar Zürich om geneeskunde te studeren. In augustus werd ze als patiënt van Carl Gustav Jung opgenomen in Burghölzli, het psychiatrisch ziekenhuis van de Universiteit Zürich. Ze kreeg de diagnose hysterie. Als kind was ze vaak geslagen door haar vader. Daarbij ervoer ze seksuele opwinding en ze begon te masturberen door haar benen tegen elkaar te knijpen. Haar moeder creëerde echter een taboe rond alles wat met seks te maken had en eiste van Sabina's school dat het leerprogramma in die zin aangepast werd. Rond haar negentiende kon ze niemand meer aankijken en niet meer eten in het openbaar wegens de irrationele angst dat ze het daarbij in haar broek zou doen. Ze kende aanvallen van agressie en trok gekke gezichten of stak haar tong uit.
Jung schreef hierover brieven aan Sigmund Freud in Wenen. Hun correspondentie droeg bij tot de ontwikkeling van de psychoanalyse. Spielrein werd Jungs assistente bij het uitvoeren van associatietests, onder andere bij Jungs vrouw Emma. In juni 1905 werd Spielrein uit het psychiatrisch ziekenhuis ontslagen. Ze ging in een appartement in Zürich wonen en psychiatrie studeren. Uit brieven tussen haar en Jung blijkt een sterke emotionele band. Of ze ook seksuele betrekkingen hadden, blijft onderwerp van speculatie. Deze situatie leidde tot Jungs vertrek uit de Universiteit Zürich.
In 1911 studeerde Sabina Spielrein af met een doctoraatsthesis over schizofrenie. Een jaar later trouwde ze met de Russische dokter Pavel Scheftel, met wie ze twee dochters kreeg: Irma Renata (1912) en Eva (1924). Als psychoanalytica werkte ze in Zwitserland en Duitsland. Een van haar patiënten was Jean Piaget. Psychoanalytici als Melanie Klein werden door haar beïnvloed. Ze speelde een rol bij de introductie van de psychoanalyse in Rusland, totdat Jozef Stalin dat verbood in 1936.
Op 12 augustus 1942 werden Sabina en haar twee dochters samen met 27.000 andere, vaak joodse slachtoffers vermoord door een Duits doodseskader in Zmievskaja Balka in Rostov aan de Don.

## Belang voor de psychoanalyse
Na haar dood dreigde Spielrein in de vergetelheid terecht te komen, totdat haar geschriften en haar briefwisseling met Jung gepubliceerd werden in de jaren 70.
Haar belang voor de psychoanalyse is tweevoudig: ten eerste als de patiënt die de aanleiding vormde tot het contact tussen Jung en Freud, ten tweede als een van de eerste vrouwelijke psychoanalytici. Ze liet tientallen wetenschappelijke artikels na, waaronder Die Destruktion als Ursache des Werdens (1912). De concepten levens- en doodsdrift werden mede door haar ontwikkeld. Het werden belangrijke termen in de psychoanalyse van Sigmund Freud, met wie ze tot 1923 correspondeerde.

## Cultuur
- In 1993 publiceerde John Kerr de verhandeling A Most Dangerous Method over de relatie tussen Jung en Spielrein.
- In 1996 ging het toneelstuk Sabina van Willy Holtzman in première.
- In 1998 maakte de Brit Snoo Wilson een ander toneelstuk met dezelfde titel.
- In 2002 maakte de Zweedse Elisabeth Marton de documentaire Ich hiess Sabina Spielrein.[4]
- In hetzelfde jaar verscheen de biopic Prendimi l'anima van Roberta Faenza, met Emilia Fox als Sabina Spielrein.[5]
- In 2003 kwam er een derde toneelstuk: The Talking Cure van Christopher Hampton, gebaseerd op het boek van John Kerr. Hierin speelde Joseph Fiennes de rol van Jung.
- Hampton bewerkte zijn toneelstuk tot filmscript. In 2011 verscheen de succesvolle film A Dangerous Method van David Cronenberg met Keira Knightley als Sabina Spielrein.[6]